# Albert White (cyklist)
George Albert White, född 19 februari 1890 i Brigg, död 1 mars 1965 i Scunthorpe, var en brittisk tävlingscyklist.
White blev olympisk silvermedaljör i lagförföljelse vid sommarspelen 1928 i Antwerpen.